# 1936 в авіації
Основна стаття: Авіація.

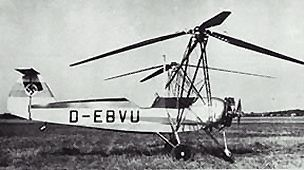
У 1936 році вертоліт Fw 61 здійснив свій перший політ

Хронологічний список подій у авіації за 1936 рік.

## Події
- 13 січня — Повітряні сили Армії США, замовили перші 13 літаючих фортець Boeing B-17, раніше відомий як модель 299.
- 26 березня — рейхсмаршалом Германом Герінгом заснована німецька військова нагорода Комбінований Знак Пілот-Спостерігач; перше нагородження відбулося 19 жовтня 1939.
- 11 квітня — засновано канадську авіакомпанію «Trans-Canada Air Lines» (з 1 січня 1965 «Air Canada»).
- 15 квітня — засновано «Aer Lingus», ірландську авіакомпанію, найбільшого національного авіаперевізника.
- 25 червня — розпочато операції американською авіакомпанією «American Airlines».
- 20 липень — до Тетуану (Іспанське Марокко), для перевезення з Марокко до Іспанії військових частин, що виступали на боці заколотників, прибули перші 20 німецьких транспортних Junkers Ju 52 та 20 італійських Caproni. Згодом Юнкерси у складі Легіону «Кондор» взяли участь у Громадянській війні як бомбардувальники та, переважно, транспортники. Всього в Іспанії було задіяно 58 літаків[1].
- 8 грудня — німецький ас Йоханнес Траутлофт (нім. Johannes „Hannes“ Trautloft) на Messerschmitt Bf 109 серії А, здобув першу повітряну перемогу під час Громадянської війни в Іспанії.

### Перший політ
- лютий — польський легкий пасажирський літак RWD-11.
- 4 березня — дирижабль LZ 129 «Гінденбург», найбільший у світі пасажирський дирижабль. Свою назву корабель отримав на честь президента Німеччини Пауля фон Гінденбурга. Мав бортовий номер LZ 129.
- 31 березня — ДБ-3 (ЦКБ-30), радянський двомоторний дальній бомбардувальник передвоєнного періоду і часів Другої світової. Розроблений ОКБ-З9 під керівництвом Сергія Іллюшина[2].
- 10 травня — Fieseler Fi 156 Storch, німецький малий багатоцільовий літак вкороченого зльоту і посадки, конструкції Райнгольда Мевеса. Використовувався як зв'язківець, розвідник та санітарний.
- 12 травня — Messerschmitt Bf 110, німецький двомоторний важкий стратегічний винищувач (Zerstörer), винищувач-бомбардувальник і нічний винищувач; виробництва фірми «Bayerische Flugzeugwerke» (із 1938 «Messerschmitt AG»).
- 26 червня — Focke-Wulf Fw 61, перший дослідний одномісний успішний вертоліт. Незважаючи на те, що першим повністю керованим вертольотом був жироплан Бреге-Дорана (1935), він сильно поступався Fw 61 за характеристиками. Розроблений німецьким конструктором Генріхом Фокке.
- жовтень — Blohm & Voss Ha 139, німецький поплавковий гідролітак періоду 1930-х років, виробництва верфі «Blohm & Voss» GmbH. Всього виготовлено три екземпляри.
- 13 грудня — PZL.37 Łoś, двомоторний польський середній бомбардувальник часів Другої світової війни.
- 21 грудня — Junkers Ju 88, німецький багатоцільовий літак часів Другої світової війни. Один з найбільш універсальних літаків: використовувався як бомбардувальник, швидкісний бомбардувальник, розвідник, торпедоносець, нічний винищувач і як частина літаючої бомби в проекті Mistel.
- 27 грудня — радянський бомбардувальник Пе-8 (інші позначення ТБ-7 і АНТ-42).

#### Без точної дати
- Focke-Wulf Fw 57, прототип німецького винищувача бомбардувальників, у серійне виробництво не пішов.

### Прийнято на озброєння (розпочато серійне виробництво, експлуатацію)
- квітень — розпочато виробництво та згодом прийнято на озброєння Люфтваффе Arado Ar 68, німецький винищувач-біплан, створений фірмою «Arado Flugzeugwerke» у 1933 під керівництвом конструктора Вальтера Блюма (нім. Walter Blume). Було виготовлено 511 екземплярів, застосовувався під час Громадянської війни в Іспанії та на початку Другої світової війни.
- 26 липня — розпочато експлуатацію Douglas DC-3. Цього дня, низькою американських авіаліній, здійснено перші рейси цим авіалайнером.
- жовтень — ВМС США прийнято на озброєння Consolidated PBY Catalina, американський літак-амфібію, розроблений в середині 30-х р. компанією Consolidated Aircraft.
- листопад — прийнято на озброєння Henschel Hs 123, німецький одномоторний суцільнометалевий біплан з шасі, що не прибираються.

#### Без точної дати
- Прийнято на озброєння Junkers Ju 87, німецький пікіруючий бомбардувальник.

## Персоналії

### Померли
- 2 серпня — Луї́ Бле́ріо (* 1 липня 1872) — французький винахідник, авіатор, підприємець. На літаку власної конструкції «Блеріо XI» першим перетнув Ла-Манш 25 липня 1909.

## Галерея

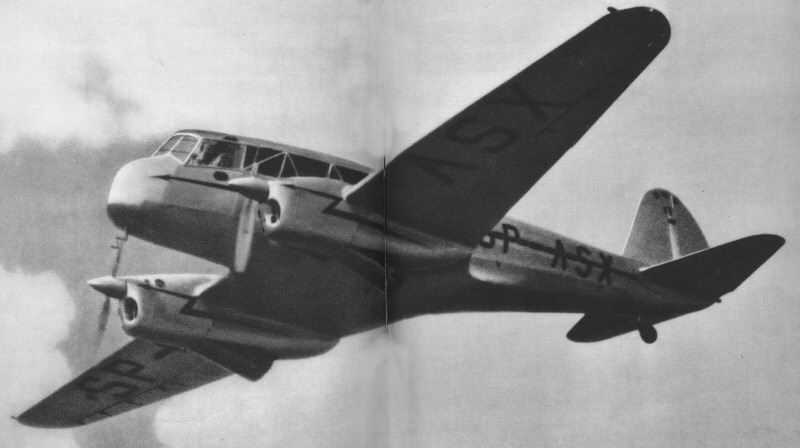
RWD-11
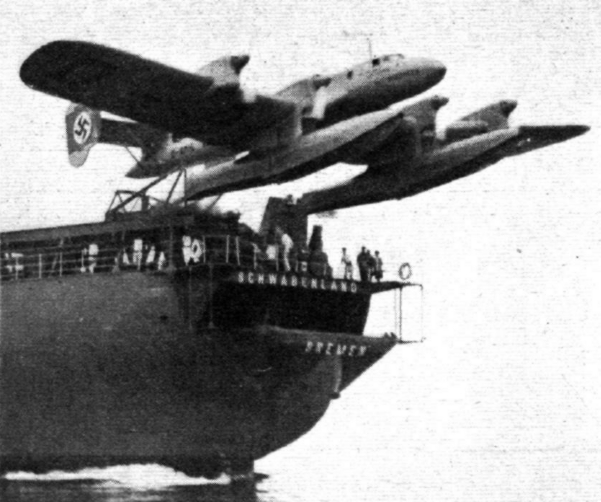
Ha 139 Nordmeer  катапультується з бази гідролітаків «Schwabenland»
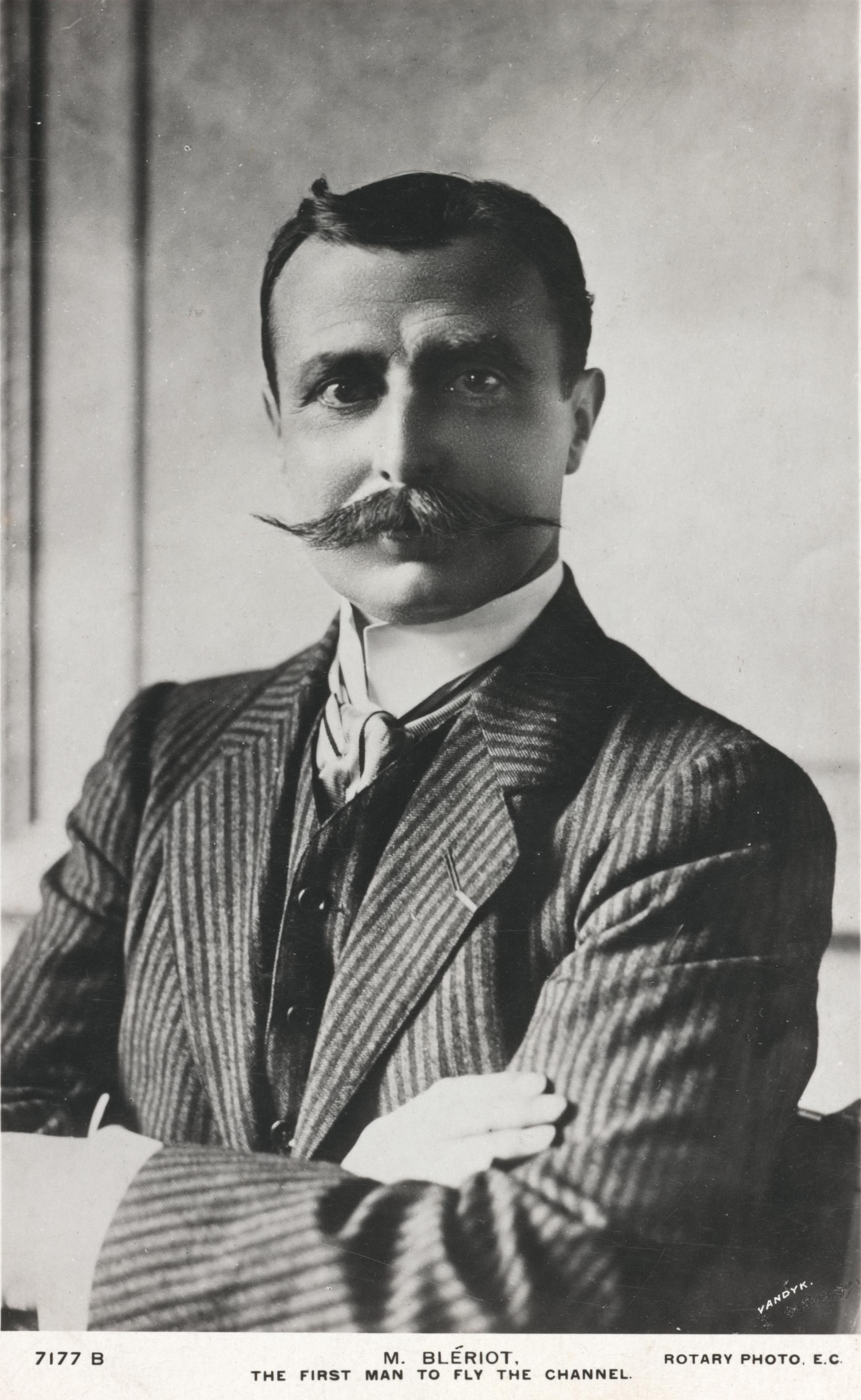
Луї́ Бле́ріо
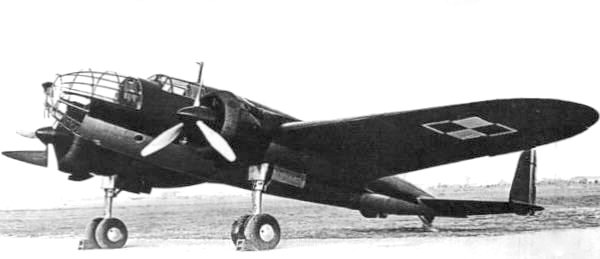
PZL.37B Łoś
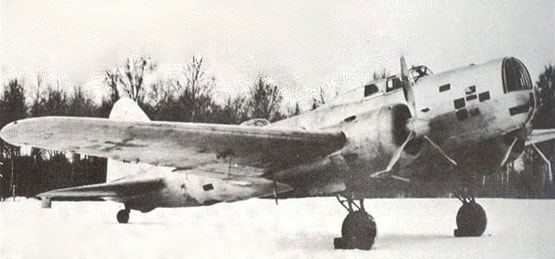
ДБ-3
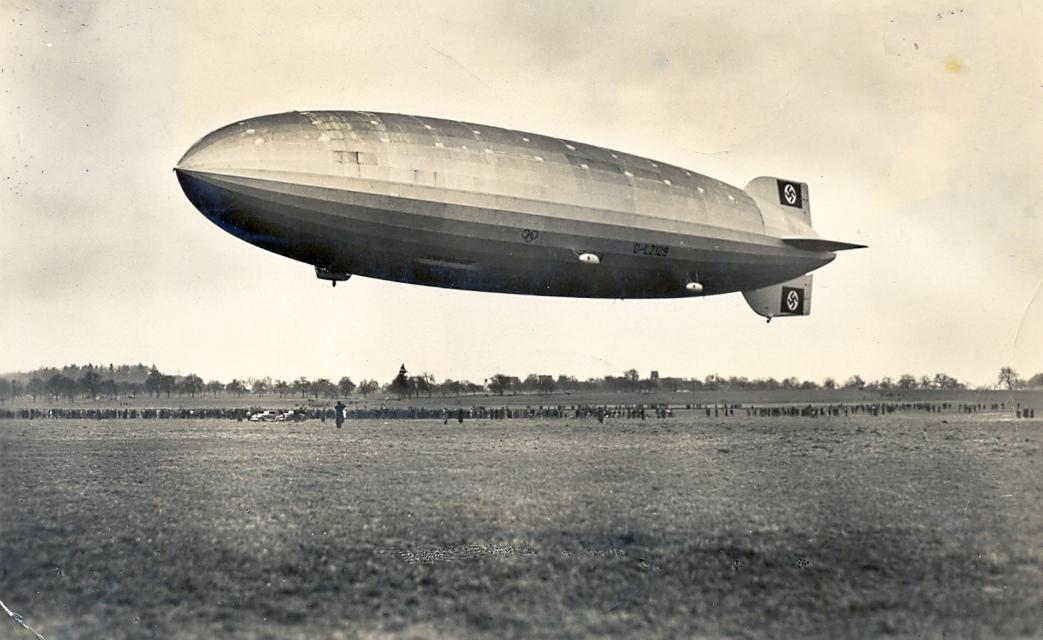
«Гінденбург» на листівці, серпень 1936
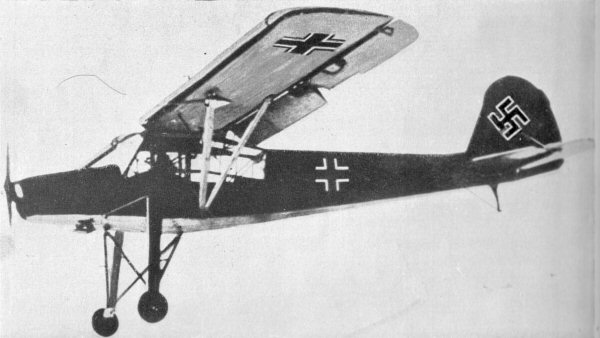
Fieseler Fi 156 Storch
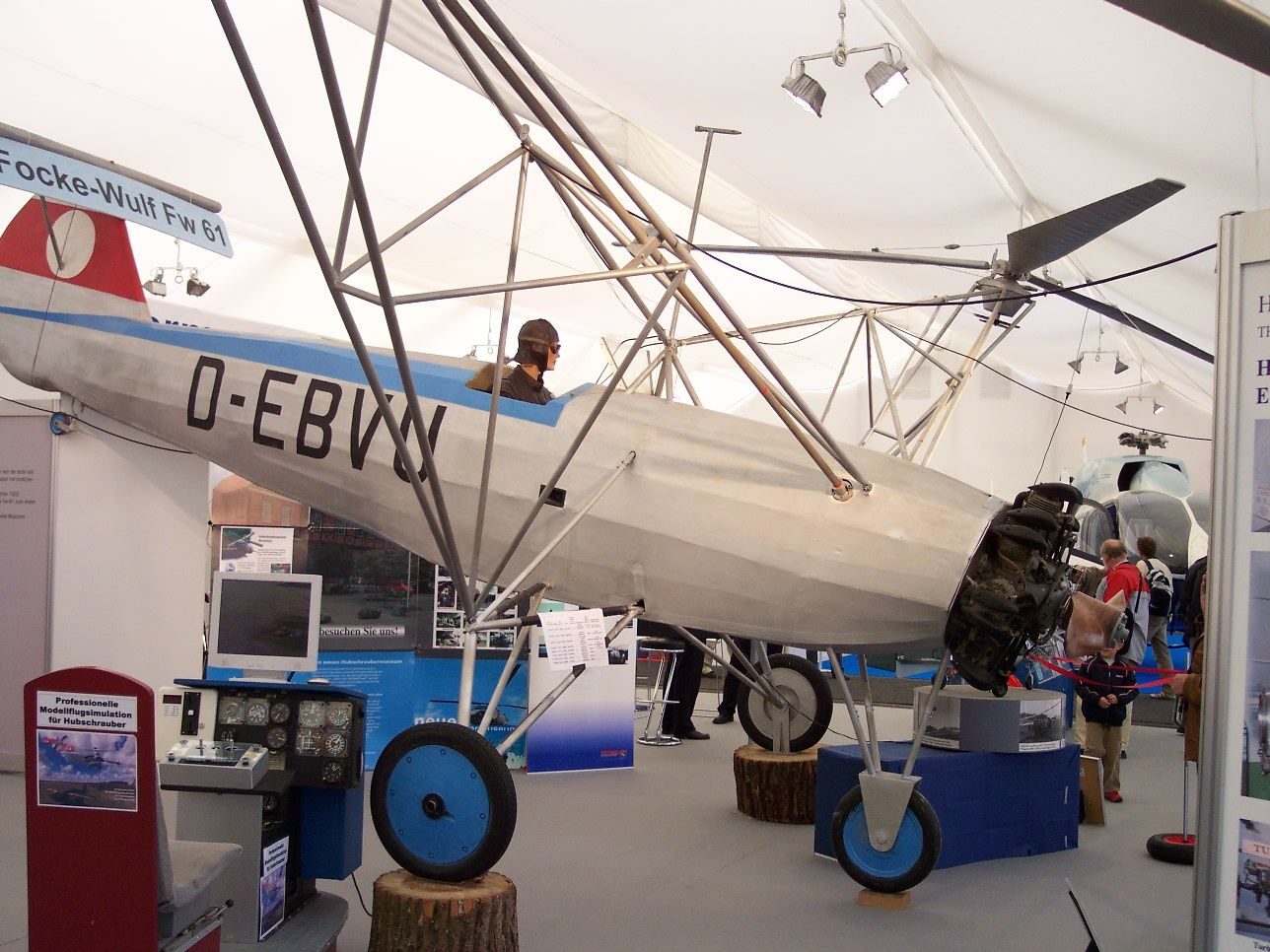
Макет вертоліта  Fw 61 на Берлінському авіасалоні
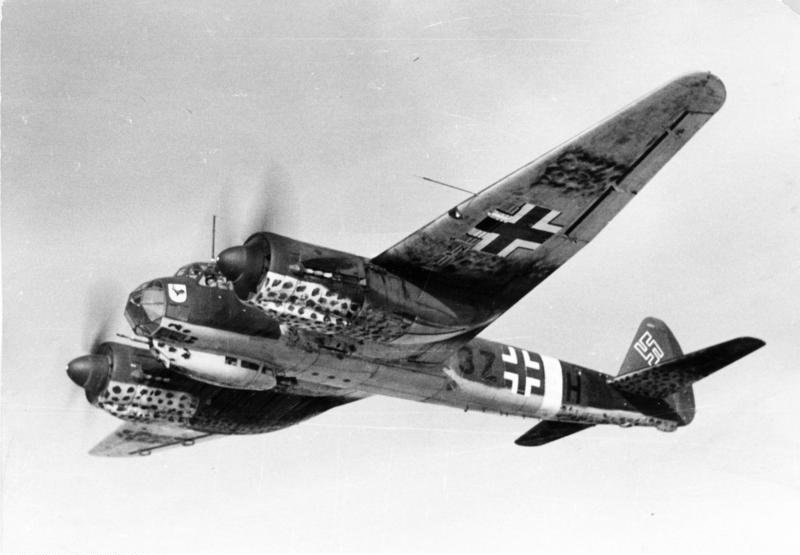
Junkers Ju 88
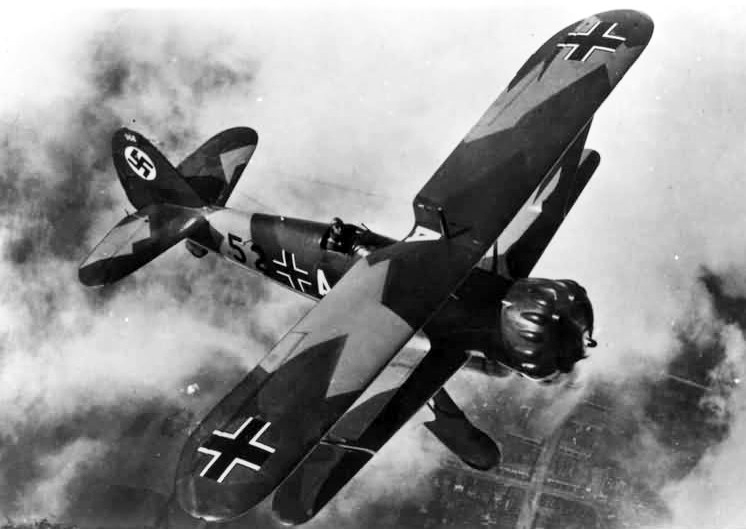
Henschel Hs 123
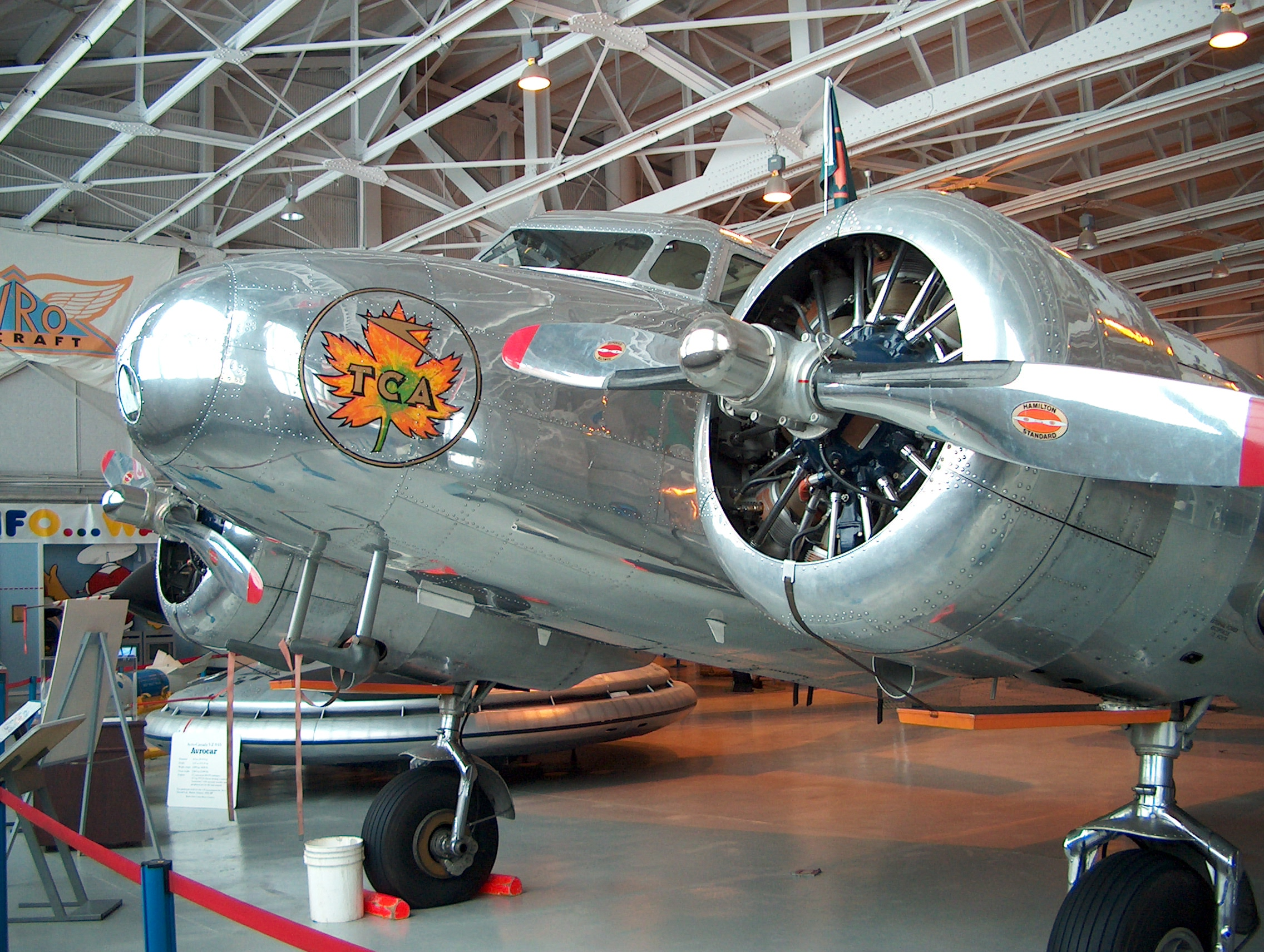
Lockheed Electra 10A з логотипом Trans-Canada Air Lines
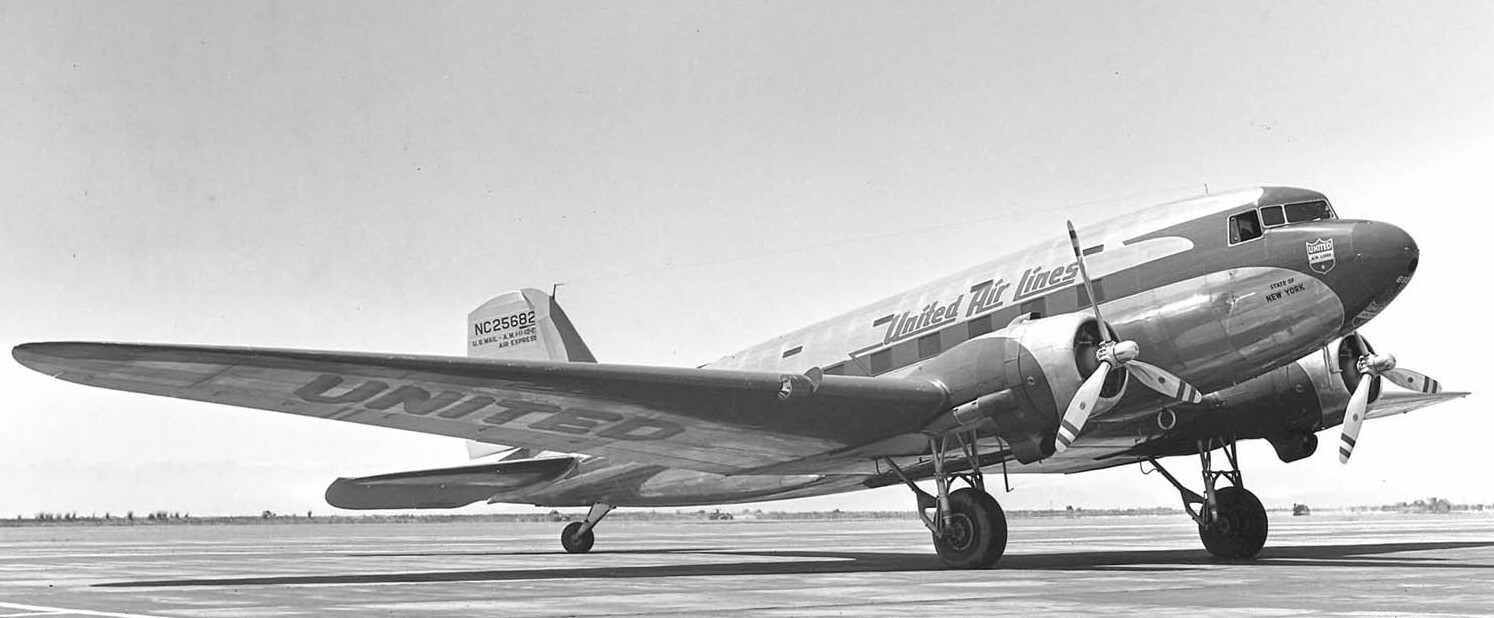
Douglas DC-3